# Cathédrale Saint-Sauveur d'Ispahan
Pour les articles homonymes, voir Cathédrale Saint-Sauveur.
 (février 2024).
La cathédrale Vank, plus connue sous le nom de cathédrale Saint-Sauveur d'Ispahan (en arménien : Սուրբ Ամենափրկիչ վանք Sourp Amenaprgitch Vank), est la cathédrale la plus visitée d'Iran.

## Historique et description
Vank signifie monastère en arménien. Elle se situe dans le quartier arménien d'Ispahan appelé La Nouvelle-Djolfa. Elle est dédiée au saint Sauveur (Jésus-Christ) et a été construite entre 1655 et 1664, après que les Arméniens de Djoulfa eurent été déportés à la Nouvelle-Djolfa par le chah Abbas Ier. D'abord appelée "Hovsep Armatatsi", du nom de l'homme qui a descendu le corps du Christ de la croix Joseph d'Arimatée, l'église prit le nom de Vank quand l'ensemble architectonique a été réalisé sous le nom de "Sourp Amena Perguitch Vank" signifiant "le monastère qui défend le peuple". 

Cette cathédrale abrite également aujourd'hui un musée consacré à l'histoire des Arméniens de la Nouvelle-Djolfa, une imprimerie ancienne, ainsi qu'une grande bibliothèque de manuscrits arméniens (au nombre de sept cents).

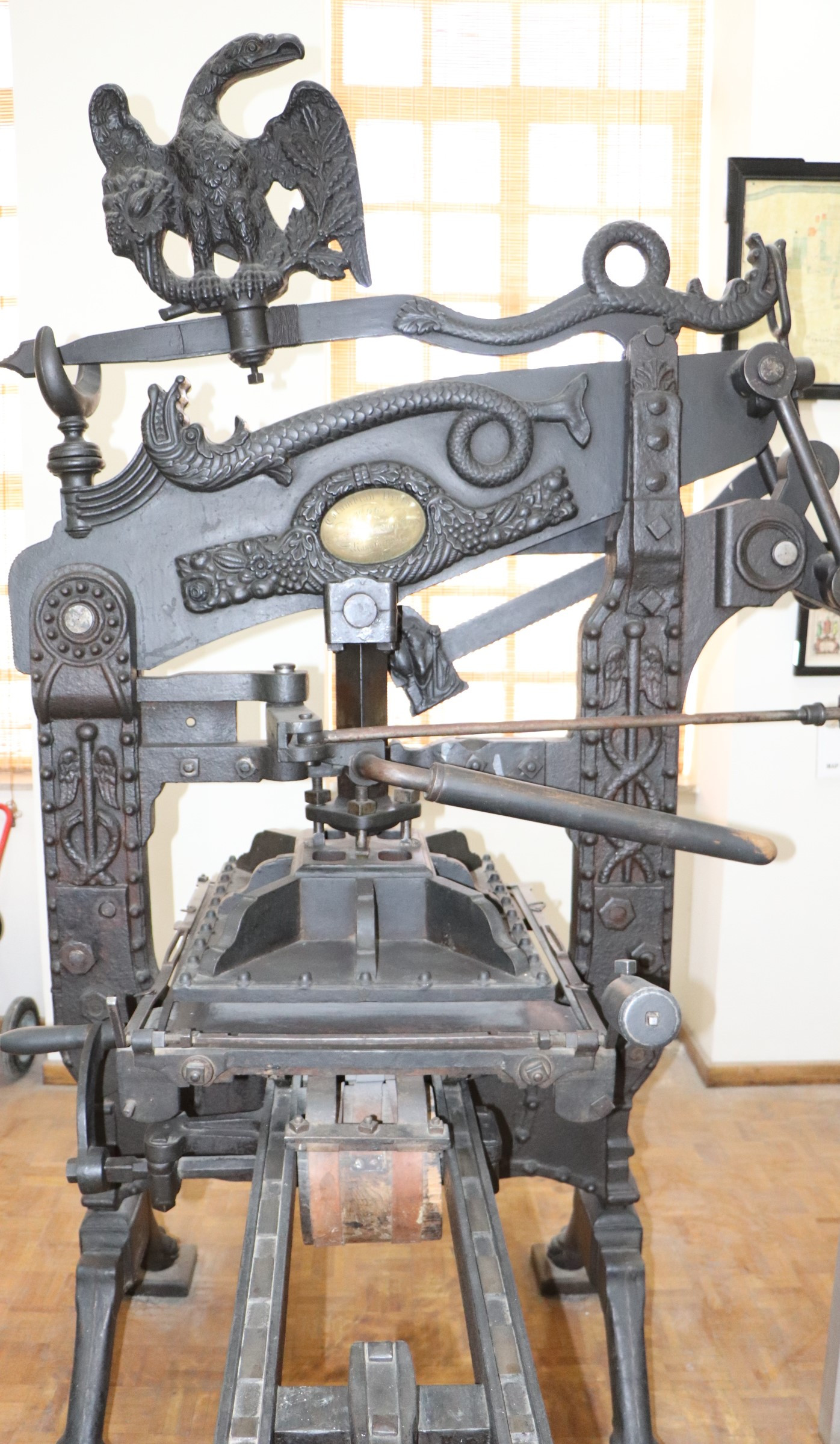
Presse à imprimer du musée arménien de Ispahan jouxtant la cathédrale

On attribue à Khachatour Kesaratsi (arménien: Կեսարացի; 1590-1646), archevêque de l'Empire Safavide honoré par une statue dans la cour de la cathédrale, la fondation de la première presse à imprimer en Iran et au Moyen-Orient, en 1633 ou 1636, et en 1638, le premier livre imprimé, un Saghmosaran (psautier en arménien) exposé au musée.
Vue de la rue, la cathédrale a le même aspect qu'une mosquée si ce n'est la croix au sommet du dôme. L'intérieur est recouvert de fresques racontant entre autres le martyre légendaire de saint Grégoire l'Illuminateur, fondateur de l'Église arménienne. À côté de la cathédrale se trouve un musée de l'art arménien.
La cour abrite un grand clocher indépendant dominant des tombes de chrétiens orthodoxes et protestants.  Des tombes sont également placées le long du mur extérieur avant l'entrée, avec des inscriptions en arménien. Une zone surélevée porte un mémorial du génocide arménien de 1915 en Turquie.

## Illustrations

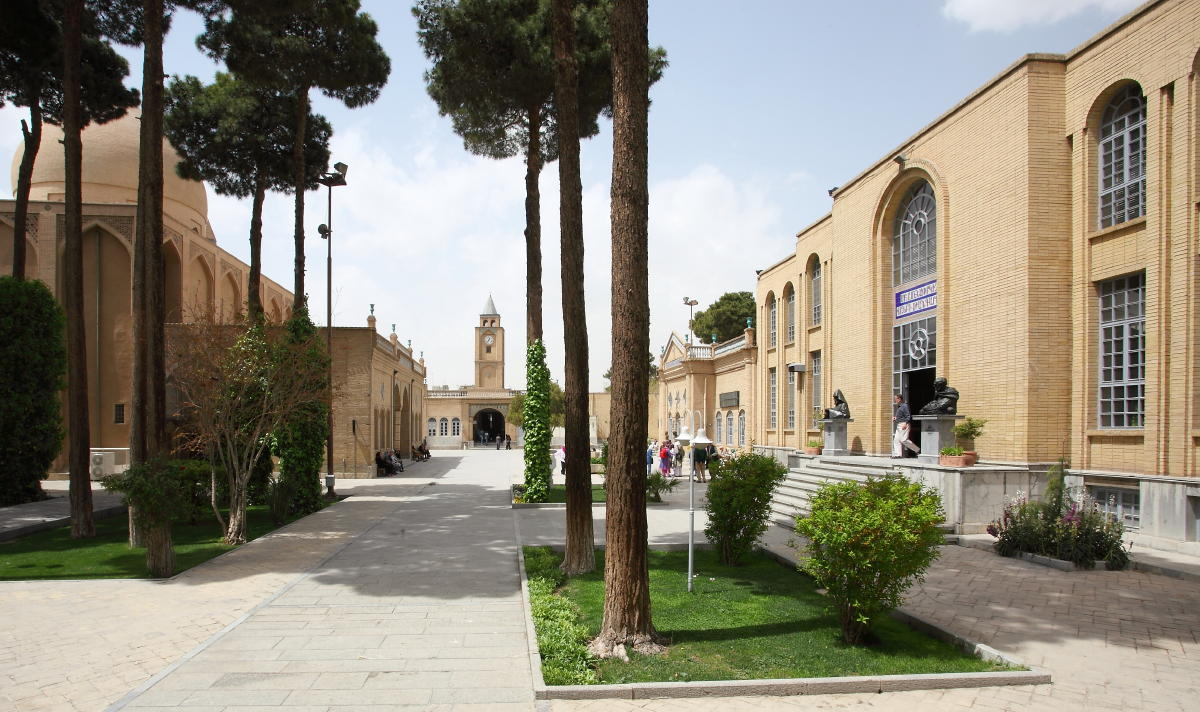
Parvis avec le musée à droite.
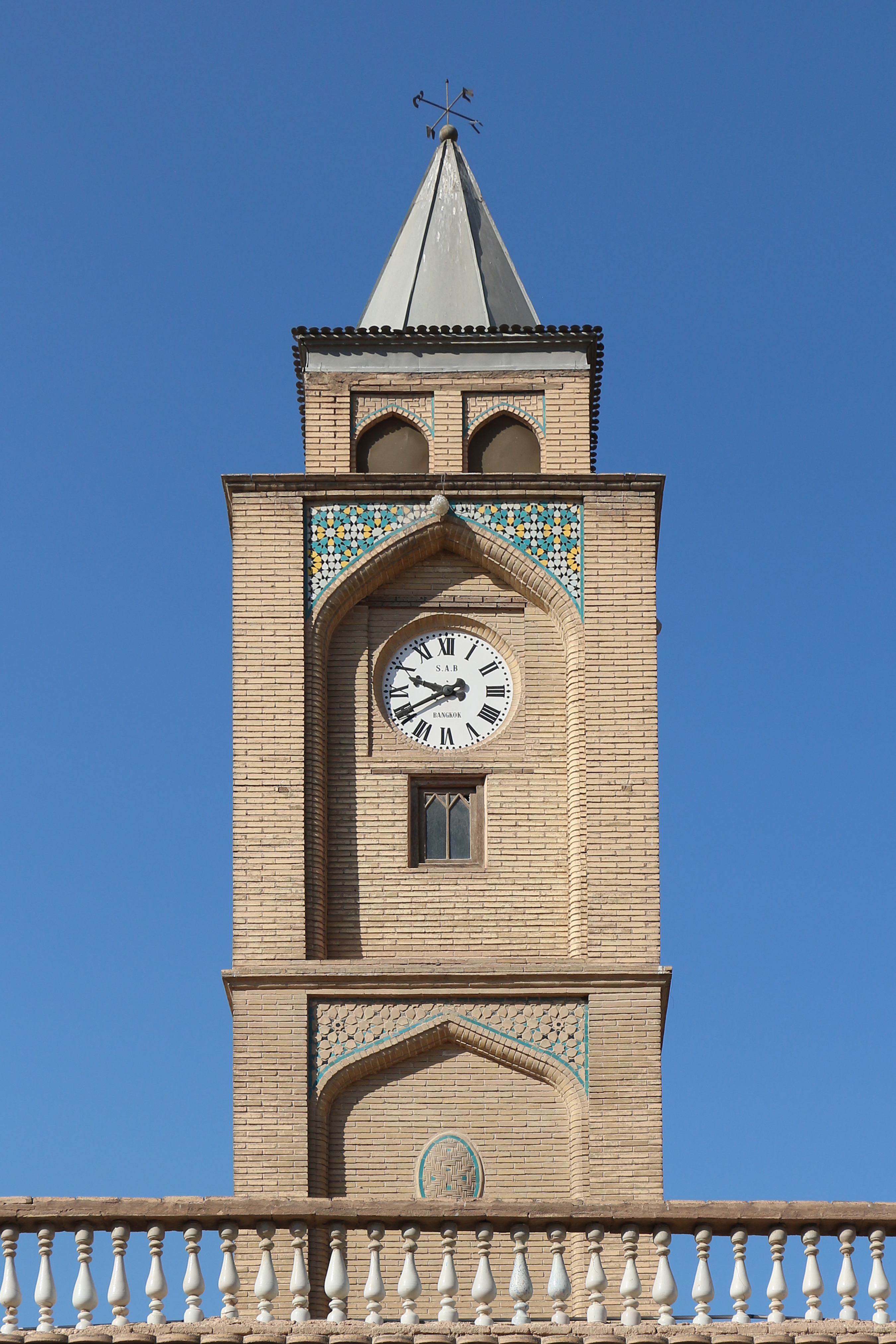
Tour de l'horloge de la cathédrale.
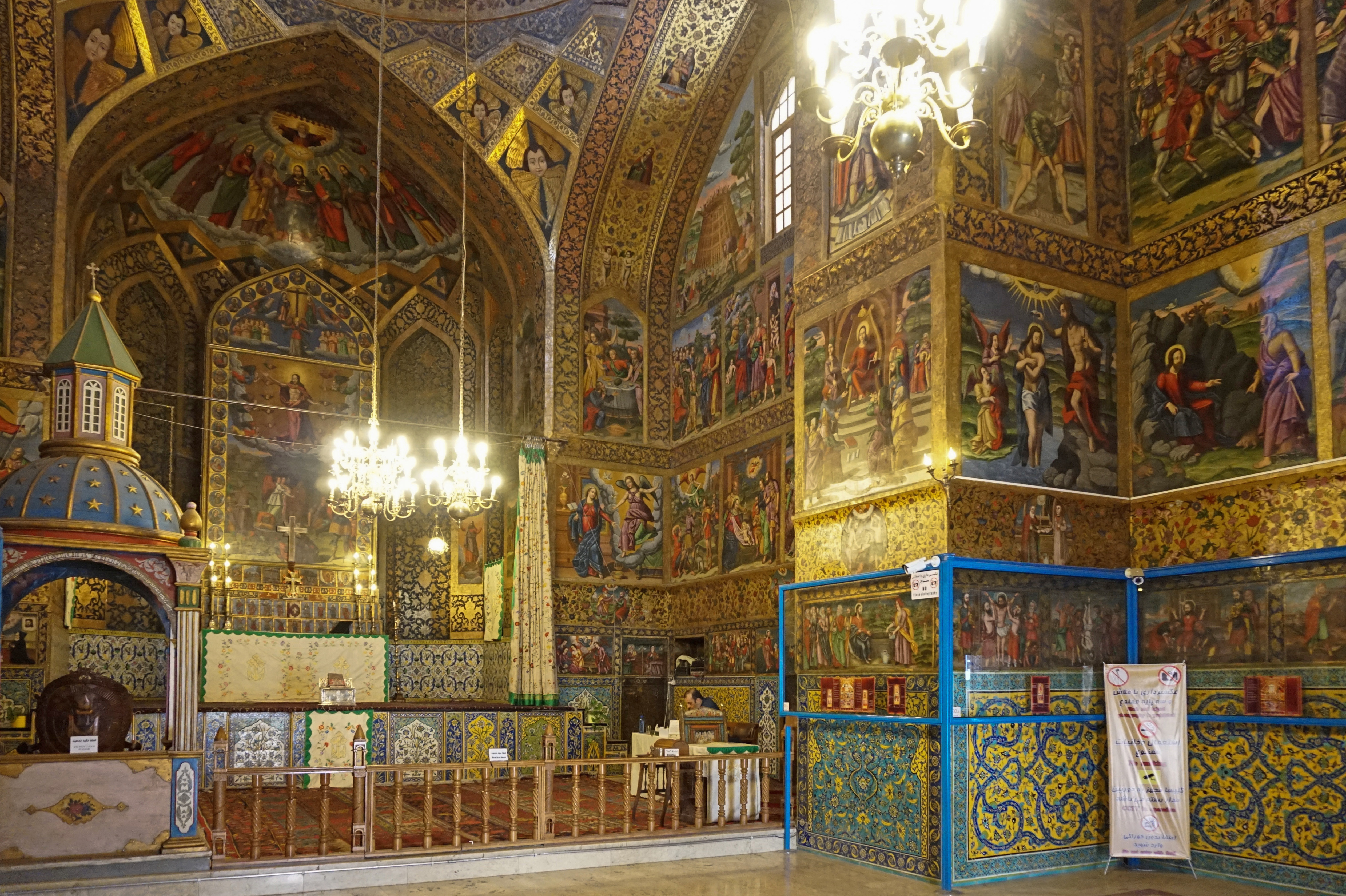
Intérieur de la cathédrale.
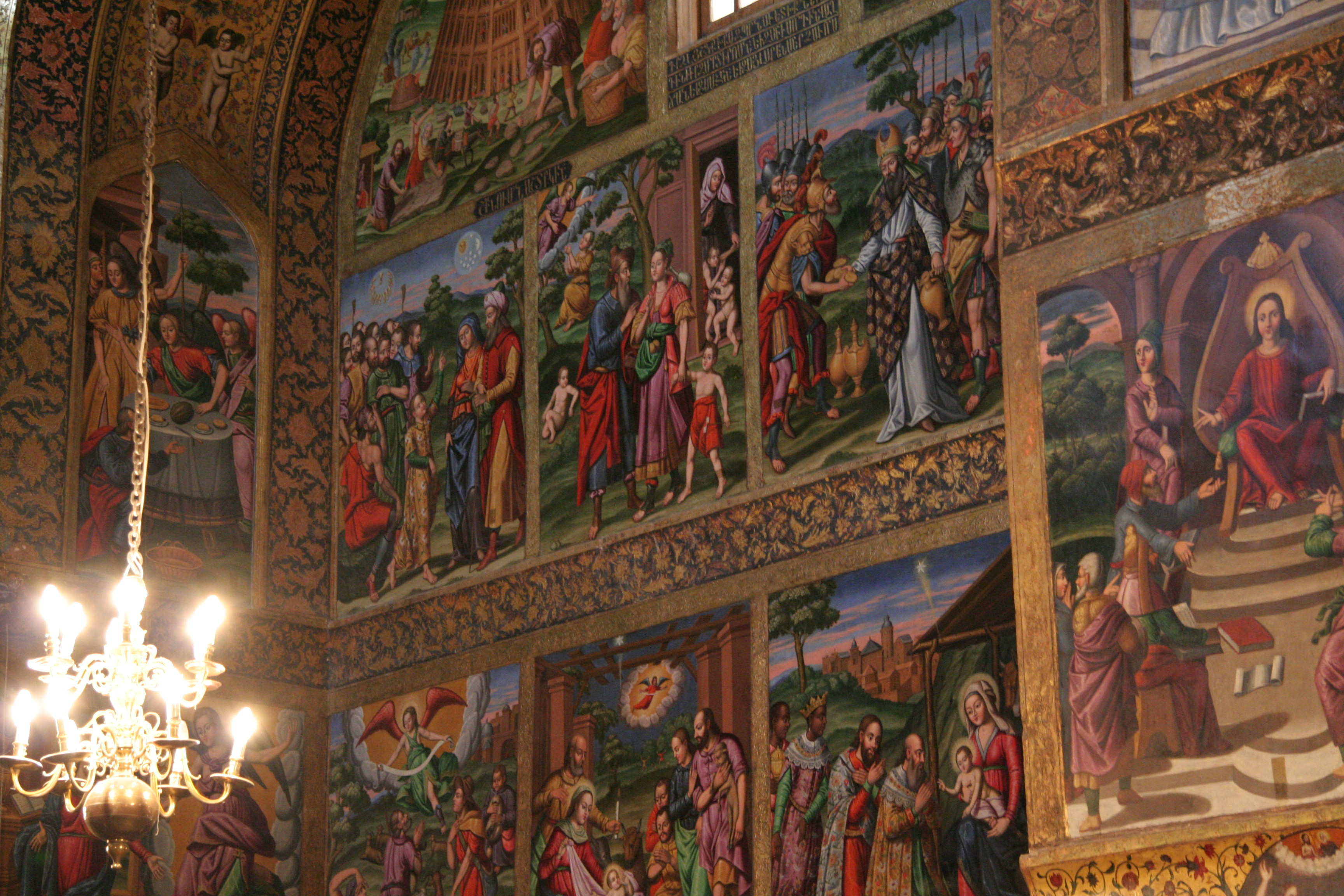
Détail des fresques.
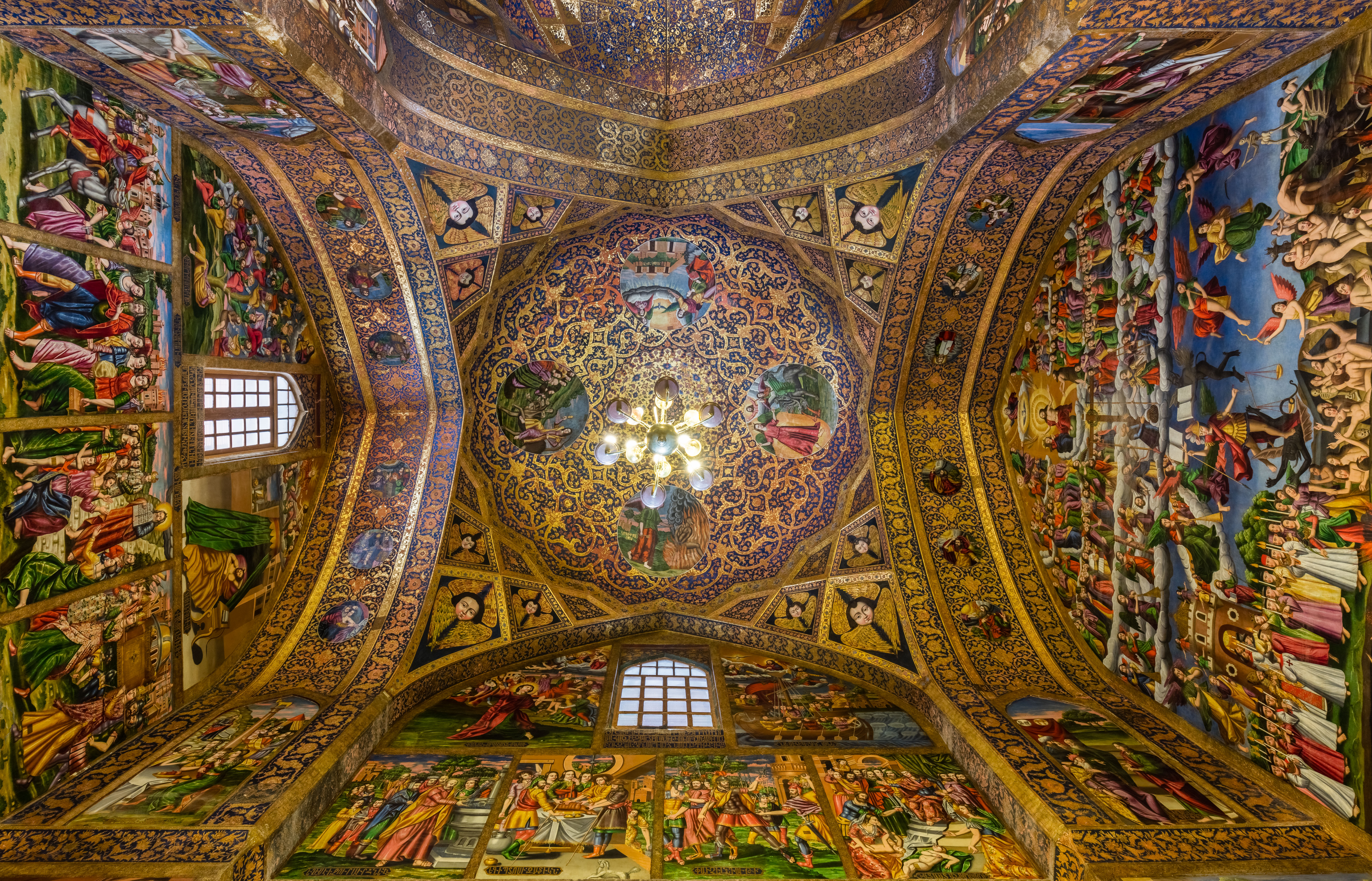
Plafond de la cathédrale (2016).
Autre plafond de la cathédrale. Septembre 2020.

## Note
1. ↑  Notice en français apposée à l'entrée de l'église Vank